# Rustwat
Rustwat is een buurtschap in de gemeente Hulst in de Nederlandse provincie Zeeland. De buurtschap ligt ten zuiden van Terhole en Ossenhoek en ten noorden van Hulst in de Havenpolder. Rustwat ligt aan de Hulsterweg en de Havendijk. De postcode van de buurtschap is 4583, de postcode van Terhole.
Stad: Hulst

Dorpen: Clinge · Graauw · Heikant · Hengstdijk · Kapellebrug · Kloosterzande · Kuitaart · Lamswaarde · Nieuw Namen · Ossenisse · Sint Jansteen · Terhole · Vogelwaarde · Walsoorden

Buurtschappen: Absdale · Baalhoek · Boschkapelle · Catalijnenweg · Delft · Drie Hoefijzers · Duivenhoek · De Eek · Emmadorp · Fluitershoek · Groenendijk · Halfeind · Hoefkesdijk · Hoek en Bosch · 't Hoekje · 't Jagertje · Kalverdijk · Kampen · Kamperhoek · Keizerrijk · De Knapaf/Droogedijk · Knuitershoek · Koelewei · Koningsdijk · De Kraai · Krabbenhoek · Kreverhille · Kruisdorp · Kruispolderhaven · Kruisweg · Het Lammetje · Luntershoek · Margret · Margretschedijk · Molenhoek · Molenhoek · Muggenhoek (deels) · Noordstraat · Het Oliekot · Oostdijk · Ossenhoek · Oude Kaai · Oudemolen · Oude Stoof · Paal · Patrijzendijk · Patrijzenhoek · Pauluspolder · Perkpolder · Prosperdorp · De Rape · Roskam · Roverberg · Ruischendegat · Rustwat · Saswijk · Schapershoek · Scheldevaartshoek · Schuddebeurs · Sluis/Drie Gezusters · Statenboom · Stoppeldijk (Rapenburg) · Stoppeldijkveer (deels) · Strooienstad · Tasdijk · Tivoli · Tragel · Verkorting · Vijfhoek · Vogelfort · Walenhoek · Zandberg · Zeedorp · Zeegat

Historische plaatsen: Boerenmagazijn · Eekenissepolder · Klein Kuitaart · Vitshoek

Zeeland: Steden en dorpen in Zeeland      Nederland: Provincies · Gemeenten